# Санджано
Санджано (на италиански: Sangiano, старо име Сан Джано, San Giano) е малък град и община в Северна Италия.

## География
Градът е разположен на източния бряг на езерото Лаго ди Маджоре, провинция Варезе в област (регион) Ломбардия в италианските Алпи. Население 1552 жители по данни от преброяването към 31 декември 2012 г

## Личности
Родени
- Дарио Фо (р. 1926), писател